# Primula hirsuta
Primula hirsuta is een plant uit de sleutelbloemfamilie (Primulaceae). 
De 1-7 cm hoge plant is behaard. 
De rozerode bloemetjes zijn 1-2 cm groot en hebben een witte mond. De bloemen groeien in trosjes van meestal één tot drie bloemen, soms echter tot twintig bloemen. De rozerode tot paarse kroonbladeren kunnen zich vlak uitspreiden. Ze zijn tot een kwart van hun lengte ingesneden. De bloeitijd loopt van april tot juli.
De plant komt voor bij vochtige rotskloven en op stenige weiden, op hoogtes variërend van 700-3000 m in de Centrale Alpen.
... · P. auricula (Aurikel) · 
P. beesiana · 
P. bulleyana · 
P. clusiana · 
P. denticulata ·  
P. elatior (Slanke sleutelbloem) · 
P. farinosa · 
P. florindae · 
P. glutinosa (Kleverige sleutelbloem) · 
P. hirsuta · 
P. japonica · 
P. minima (Dwergsleutelbloem) · 
P. nutans · 
P. rosea · 
P. scandinavica · 
P. scotica · 
P. sieboldii · 
P. stricta · 
P. veris (Gulden sleutelbloem) · 
P. vulgaris (Stengelloze sleutelbloem) · ...